# Triaspis wittei
Triaspis wittei är en stekelart som beskrevs av De Saeger 1948. Triaspis wittei ingår i släktet Triaspis och familjen bracksteklar. Inga underarter finns listade i Catalogue of Life.